# 拳击手行动
拳击手行动是1969年7月以色列空军沿着苏伊士运河发动的一次空袭。这是自1967年六日战争以来，以色列空军的第一次重大行动，标志着埃以消耗战争进入了一个新阶段。

## 背景
尽管以色列在1967年的六日战争中取得了决定性的胜利，但在随后的几年里，以色列没有做出任何外交努力来解决阿以冲突的核心问题。1967年9月，阿拉伯国家制定了“三不”政策，即禁止和平相处、承认或与以色列谈判，认为“用武力夺取的东西，除非用武力夺回，否则不会回来”，埃及总统纳赛尔很快恢复了苏伊士运河沿线的敌对状态。这些最初采取的形式是有限的火炮决斗和小规模入侵西奈半岛，但到1969年，埃及军队已经准备好进行更大规模的行动。3月8日，纳赛尔宣布正式发动消耗战，沿运河进行大规模炮击，并伴有精确的狙击和突击队袭击。随着夏天的临近，战斗愈演愈烈。
埃及军队在人力和炮兵方面都优于以色列国防军，能够更好地维持一场漫长而代价高昂的静态战争。因此，以色列寻求展示其空中优势，以阻止埃及继续战争。1969年7月初，以色列空军奉命准备对埃及在运河西岸的阵地发动大规模进攻。最终的计划代号为“拳击手1号行动”，设想从防御相对薄弱的运河北端开始逐步进攻，然后向南推进。
在对埃及阵地的行动开始之前，以色列国防军设法使绿岛上的预警雷达和电子信号情报设施失效，绿岛是运河南端附近一个戒备森严的岛屿。7月19日，作为“布尔姆斯6号”行动的一部分，以色列特种部队袭击了该岛，摧毁了该岛的防空系统和早期预警雷达，该岛被认为可能对在该地区活动的以色列飞机构成威胁。以色列空军115中队A-4“天鹰”在袭击开始前击中了该岛，而124中队的两架“贝尔205”在以色列部队离开后参与了撤离行动。